# 西川貴教のallnightnippon SUPER!
西川貴教のallnightnippon SUPER! （にしかわたかのりのオールナイトニッポンスーパー）はニッポン放送の深夜レーベルLF+Rで放送されていたallnightnippon SUPER!内の番組である。

## 概要
パーソナリティは西川貴教。1999年3月30日に放送開始し、allnightnippon SUPER!枠終了に伴い2003年3月25日に終了。月曜日のロンドンブーツ1号2号とともにallnightnippon SUPER!開始から終了まで番組を担当した。この番組が開始する前、西川はオールナイトニッポン金曜1部を担当。
番組開始当時T.M.Revolutionの活動を封印していたためタイトルは「西川貴教の―」となっていたが、封印解除後タイトルが「T.M.Revolution 西川貴教の―」となっていた時期があった。しかし、2001年ごろから再び「西川貴教の―」と表記を戻した。
2001年9月11日に発生したアメリカ同時多発テロ事件は、番組放送開始直後からコーナーを進行しつつテレビを見るスタッフと間接中継を行ってその緊迫感を伝えた。
同番組はこの後に放送されていた番組のパーソナリティーと積極的に交流をしていた。初期は火曜日の@llnightnippon.comを担当していた加藤晴彦、さらには西川がオールナイト月曜2部を担当していた頃に月曜1部を担当していた福山雅治と3人で「オールナイト3兄弟」トリオを組んでいた。また、末期のころにはニッポン放送で火曜日の深夜を担当していたグローバー義和・土屋礼央・175R SHOGOとともにしぐれにというバンドを組んで2002年のクリスマスにラジオ・チャリティー・ミュージックソンでミニライブを行った。

## 放送時間
- 毎週火曜日22:00～24:00

## コーナー
ハガキ職人のコーナーが中心だった。なお、一部コーナーは西川貴教のオールナイトニッポンでも継続されたので、重複する内容はそちらを参照のこと。

### ネオ大門軍団団長西川貴教のバイオレンス取り調べ室
- 西部警察風に裁判所に置き換え、疑惑があるリスナーや裏番組のBATTLE TALK RADIO アクセスのリスナーらに電話し裁きにかけていた初期の人気コーナー。コーナーにクレームがついた為、1999年9月に終了。

### 踊るダメ人間日記
初期には、ダメ人間リスナーを募集し、女子リスナーとお見合いさせる「恋するハニカミ!」的なコーナーもあった。

### ちょボラ
- 当時公共広告機構（現：ACジャパン）がやっていたCM「ちょボラ」（ちょっとしたことからボランティア活動を行おうという内容）に則し、こんなことをしてみたというネタを送るコーナー。コーナーの頭にはCMで使われていたさだまさしの曲もそのまま使われていた。2002年12月に終了。
- 2002年7月、ゆずのallnightnippon SUPER!のコーナー『21世紀のハイチーズ』と「内容が似通っている」として紛争になり、翌8月にコラボ（相互乗り入れ）対決で決着をつける事に。結果は西川軍の圧勝だったが、ゆず側が「ハガキ職人の一部が裏切り行為をした」という事で最終的に「お互いそのままにして触れなかった」とした。

## オーディション
- 本当のダメ人間も恋したっていいじゃない!
初期に行われた「踊るダメ人間日記」の派生版。最終的にリスナーのユースケと青森県の女子リスナーがお見合いした。
- ミスリスナーオーディション
2002年8月 - 2003年1月に「レイブの一環」で行われたオーディション。ディレクターの岡部豊が「タックル」されると自然消滅した。声優の中島沙樹らが参加した。

## スタッフ
- 構成・石川昭人
- 2002年から、アルバイトのサブ構成作家を「サブサッカー」と呼ぶようになった。石川がスカウトした本間俊彦が呼ばれていた。

### 歴代ディレクター
- 初代:三宅正希（SUPER開始 - 99年6月）
- 2代目:早崎一郎（99年7月 - 9月）
- 3代目:早渕大輔（99年10月 - 00年3月）
- 4代目:岡部豊（00年4月 - SUPER終了）

### 歴代アシスタントディレクター
- 初代:石田誠（SUPER開始 - 02年9月）
- 2代目:福田大介（02年10月 - SUPER終了）

### ミキサー
- 初代、3代目・斉藤一志
- 2代目・山田智恵
- 4代目・大沢和隆